# 고이케 대교 음주 운전 사고
고이케 대교 음주 운전 사고(일본어: 小池大橋飲酒運転事故)는 2000년 4월 9일, 일본 가나가와현 자마시 고이케 대교에서 발생한 도로 교통 사고로, 승용차 운전자의 음주 운전으로 인해 승용차가 보행자 2명을 치어 숨지게 한 사고다.
이 사고는 바로 전년에 발생한 도메이 고속도로 음주 운전 사고와 함께, 일본의 ‘위험운전치사상죄’의 성립에 큰 영향을 미쳤다.

## 경위
2000년 4월 9일 오전 1시 55분경(UTC+9, JST) 가나가와현 자마시 구리하라에서, 한 승용차가 가나가와 경찰의 검문을 뿌리치고 고속으로 도주하다가 고이케 대교에서 보도를 걷고 있던 대학생 2명을 치었다. 승용차에 치인 대학생 2명은 현장에서 즉사했으며, 이 2명은 대학 입학의 축배를 들기 위해 인근 숙소에 자리를 잡고 있었다.
당시 승용차 운전자였던 가해자는 동료의 결혼식에 참석해 술을 마셨고, 현장 부근에서 약 100 km/h(≒ 62 mile/h)의 과속을 하다가 운전대 조작 실수로 보도를 덮친 것으로 밝혀졌다. 또한 가해자는 음주운전에 무면허였으며, 자동차 손해배상 책임보험에도 가입하지 않은 상태였다.

## 재판 및 사회적 영향
가해자는 요코하마 지방재판소 사가미하라 지부에서 업무상 과실치사 혐의 및 도로교통법 위반, 자동차 손해배상 보장법 위반으로 징역 5년 6개월형을 선고받았다.
그러나 피해자의 어머니는 악질운전으로 낸 사망사고가 절도죄(10년 이하 징역)보다 가벼운 업무상 과실치사상죄(5년 이하 징역)로 처리되는 것은 부당하다며 법 개정을 요구하는 서명활동을 시작했고, 지난해 도메이 고속도로 음주 운전 사고 사망자의 유족도 이 운동에 동참했다.
이를 계기로 2001년 6월 도로교통법 개정안, 동년 11월 형법 개정안에 따라 최고형을 징역 15년으로 하는 ‘위험운전치사상죄’가 형법으로 신설되었다.

## 같이 보기
- 음주 운전
- 도메이 고속도로 음주 운전 사고
- 후쿠오카 우미노나카미치 대교 음주 운전 사고